# Pokémon FireRed i Pokémon LeafGreen
Pokémon FireRed i Pokémon LeafGreen (Pokémon Roig Foc i Pokémon Verd Fulla, en català), són dos videojocs que es llançaren al mercat l'octubre del 2004, essent bàsicament remakes de les clàssiques versions Pokémon Vermell i Pokémon Blau, però desenvolupats amb nova tecnologia. Són considerats de la tercera generació de la franquícia de videojocs de Pokémon, juntament amb Robí i Safir. Tanmateix, Roig Foc i Verd Fulla són molt més que un viatge al passat amb gràfics notablement millorats (semblants als de Robí i Safir), sinó que inclou moviments nous, territoris i illes desconegudes i nous enemics per vèncer.
Com en els jocs anteriors, el jugador controla el personatge jugador des d'una perspectiva aèria i participa en combats basats en torns. Al llarg del joc, el jugador captura i cria Pokémon per utilitzar-los en lluites. Les noves funcions inclouen un menú d'ajuda contextual i una nova regió a la qual el jugador pot accedir després d'un punt determinat de la història. Els jocs tenen compatibilitat amb el Game Boy Advance Wireless Adapter, que originalment venia inclòs amb els jocs.
Els jocs van rebre crítiques majoritàriament positives, obtenint una puntuació total del 81 per cent en Metacritic. La majoria dels crítics van elogiar el fet que els jocs introduïssin noves funcions tot mantenint la jugabilitat tradicional de la sèrie. La recepció dels gràfics i l'àudio va ser més mixta, amb alguns revisors que es van queixar que eren massa simplistes i no tenien millores en comparació amb els jocs anteriors, Pokémon Robí i Safir. Foc Roig i Verd Fulla van ser èxits comercials, venent un total d'uns 12 milions de còpies a tot el món. Gairebé dos anys després del seu llançament original, Nintendo els va tornar a comercialitzar com a títols Player's Choice.

## Mecànica de joc i característiques

En aquesta batalla a Pokémon FireRed, el Pokémon de la part superior dreta de la pantalla és el de l'oponent, un Squirtle; la de la part inferior esquerra és la del jugador, en aquest cas, un Charmander. Les opcions del jugador es mostren a la part inferior dreta.

Igual que amb tots els jocs de rol de Pokémon llançats para consoles portàtils, Roig Foc i Verda Fulla es troben en tercera persona. La pantalla principal és un món virtual en la qual el jugador desplaça al protagonista. Posseeix una interfície de menús a la qual el jugador pot accedir per configurar els seus Pokémon, organitzar els seus objectes, revisar la Pokédex, veure la seva Fitxa d'Entrenador, guardar la partida i canviar les opcions. Quan el jugador es troba amb un Pokémon salvatge o és desafiat per un entrenador, la pantalla canvia a una pantalla de batalla basada en torns que mostra el Pokémon del jugador i el Pokémon que el repta. Durant la batalla, el jugador pot seleccionar un moviment que el seu Pokémon realitzarà, usar un objecte, canviar el seu Pokémon actiu, o tractar de fugir. Tots els Pokémon posseeixen uns punts de vida (HP), quan l'HP d'un Pokémon es redueix a zero, es desmaia i no pot seguir la batalla fins que sigui sanat. Quan un enemic Pokémon es desmaia, tots els Pokémon dels jugadors que participen en la batalla reben una certa quantitat de punts d'experiència (EXP). Després d'acumular suficient EXP, un Pokémon pot pujar de nivell, la majoria dels Pokémon evolucionen a una nova espècie de Pokémon quan arriben a un cert nivell i amb això, augmenten les seves estadístiques: atac, defensa, atac especial, defensa especial, velocitat, precisió i HP; també poden aprendre un nou atac.
La captura Pokémon és un altre element essencial del joc. Durant la batalla amb un Pokémon salvatge, el jugador pot llançar una Pokéball. Si el Pokémon és capturat amb èxit, estarà sota la titularitat del jugador. Hi ha diversos factors que influeixen en la taxa d'èxit de la captura, com l'HP de l'objectiu Pokémon i el tipus de la Pokéball utilitzada, quant menor sigui la vida (% d'HP) de l'objectiu i el tipus de la Pokéball sigui més forta, major és la taxa d'èxit de la captura. Vermell Foc i Verda Fulla encara que són remakes de Vermell i Verd/Blau, contenen millores d'usabilitat com una funció tutorial que permet als jugadors buscar dades a qualsevol moment del joc. A més, en continuar una partida guardada, es mostren les últimes quatre accions que duen a terme, la qual cosa els permet recordar als jugadors el que estaven fent.
El joc ha millorat els gràfics dels seus predecessors afegint animacions renovades dels Pokémon (els anomenats sprite) i s'inclouen els Tutors de Moviments, que poden ensenyar als Pokémon certs atacs (però només una vegada cada un). A més, hi ha un tutor que ensenya tres nous i molt potents atacs bàsics: Planta Ferotge (per a Venusaur), Anell Igni (per a Charizard) i Hidro Canó (per a Blastoise). Hi ha més novetats com l'aparició del 'Tub MT' per guardar MTs i MOs, a part d'un lloc especial per les baies, cosa que fa més ordenada la motxilla. Però el PokéNav ha estat suprimit en aquestes versions, i s'ha afegit l'objecte Buscalluites amb el qual es pot tornar a lluitar amb els entrenadors que estiguin a l'aire lliure.
No tots els Pokémon es poden aconseguir mitjançant intercanvis amb altres versions. Alguns llegendaris només poden ser obtinguts en esdeveniments organitzats per Nintendo ('Regal Misteriós'), amb el qual s'aconsegueix un tiquet virtual que permet agafar un vaixell a Illes remotes a les que no es pot anar normalment, i on hi ha Pokémon que no es poden obtenir a cap altra part del joc. En el cas de FireRed i LeafGreen, aquests Pokémon són: Ho-Oh, Lugia i Deoxys.
A més, segons el Pokémon triats a l'inici del joc, després de derrotar l'«Elite Four» ('Alt Comandament'), una de les tres bèsties llegendàries apareixerà en les rutes de Kanto. Si s'ha triat, Bulbasaur apareixerà Entei, si s'ha triat Charmander, apareixerà Suicune, i si s'ha triat Squirtle, apareixerà Raikou.

## Argument

### Ambientació
Pokémon Roig Foc i Pokémon Verd Fulla té lloc principalment a la regió fictícia de Kanto amb un mapa expandit de 9 illes totalment noves. Aquesta és una regió diferent del món dels Pokémon, que inclou hàbitats geogràfics variats per a les espècies Pokémon, pobles i ciutats habitats per humans i rutes entre ubicacions. Algunes àrees només són accessibles quan els jugadors adquireixen un objecte especial o un dels seus Pokémon aprèn una habilitat especial. A prop del final de la trama, el protagonista és capaç d'aventurar-se a les Sevii Islands ('Illes Set'), una nova àrea no present als jocs originals Vermell i Blau. Les Illes Set són un arxipèlag de set illes i contenen Pokémon normalment exclusius de la regió de Johto, així com diverses missions posteriors al joc. Quan s'han completat les esmentades missions a les Illes Set, està disponible la possibilitat d'intercanviar amb Robí i Safir per Pokémon exclusius de Hoenn.

### Trama
El protagonista silenciós de Roig Foc i Verd Fulla és un nen que viu en un petit poble anomenat Pallet Town ('Poble Paleta'). Després que els jugadors comencin un viatge i s'aventuren sols a l'herba alta, una veu els avisa que s'aturin. El Professor Oak, un famós investigador de Pokémon, explica al jugador que aquesta herba és sovint l'hàbitat dels Pokémon salvatges, i trobar-se amb ells sols pot ser molt perillós. Porta el jugador al seu laboratori on es troben amb el net d'Oak, un altre aspirant a Entrenador Pokémon. Tant al jugador com al seu rival se'ls instrueix que seleccionin un Pokémon inicial per als seus viatges. Aleshores, el rival els desafia a una batalla de Pokémon amb els seus Pokémon recentment obtinguts i continua lluitant contra el jugador en determinats moments durant els jocs.
Després d'arribar a la següent ciutat, se li demana al jugador que lliuri un paquet al professor Oak. En tornar al laboratori, se'ls presenta una Pokédex, una enciclopèdia d'alta tecnologia que registra les entrades de qualsevol Pokémon que sigui capturat. Aleshores, Oak demana al jugador que compleixi el seu somni de crear una llista completa de tots els Pokémon del joc.
Mentre visita les ciutats de la regió, el jugador es troba amb edificis especials anomenats Gimnasos Pokémon. Dins d'aquests edificis hi ha líders de gimnàs, cadascun dels quals el jugador ha de derrotar en una batalla de Pokémon per obtenir una insígnia de gimnàs. Un cop adquirits un total de vuit insígnies, el jugador té permís per entrar a la 'Lliga Pokémon', que consta dels millors entrenadors de Pokémon de la regió. Allà el jugador lluita contra l'Alt Comandament. També al llarg del joc, el jugador ha de lluitar contra les forces del Team Rocket, una organització criminal que abusa dels Pokémon. Elaboren nombrosos plans per robar Pokémon rars, tots els quals el jugador ha de frustrar, trobant-se i derrotant el cap de l'organització Giovanni.
Després de la primera vegada que els jugadors derroten l'Alt Comandament, un dels membres, Lorelei, desapareix. Després d'accedir a les Illes Set, una regió completament nova, el jugador descobreix a Lorelei a casa seva i la convenç de tornar amb ells. Una vegada més, el protagonista ha de frustrar els plans de l'equip Rocket en diverses ocasions, recuperar dos artefactes, el Robí i el Safir, i posar-los a l'ordinador principal d'One Island ('Illa Prima'). Després d'això, el jugador pot intercanviar i batalles multijugador amb els jocs Robí, Safir i Esmeralda mitjançant el cable Link, i Colosseum i XD mitjançant el cable Gameboy Advance – Gamecube.

## Desenvolupament

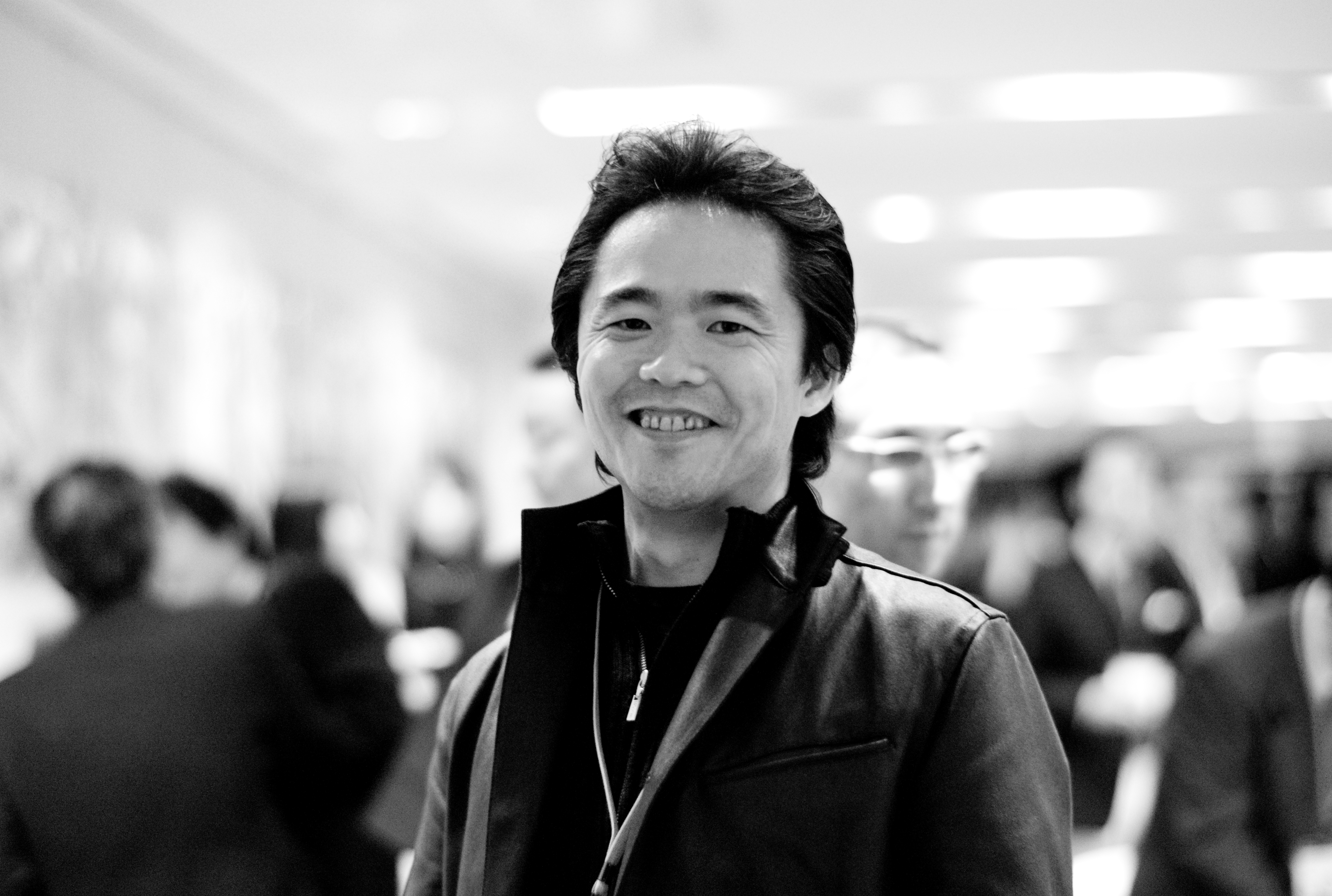
El director de desenvolupament Junichi Masuda

Roig Foc i Verd Fulla van ser anunciats el setembre de 2003 com a remakes dels jocs Pocket Monsters Red i Green originals que es van publicar al Japó el 1996. El Director de Videojoc Junichi Masuda va dir que els nous títols es desenvoluparien al voltant de la idea de la simplicitat, ja que el motor del joc era una versió lleugerament modificada del que s'utilitzava a Robí i Safir. Com a resultat, Roig Foc i Verd Fulla van ser completament retrocompatibles amb Robí i Safir, permetent als jugadors intercanviar Pokémon entre jocs.
La connectivitat de Roig Foc i Verd Fulla amb el Game Boy Advance Wireless Adapter va ser anunciat pel llavors president de Nintendo Satoru Iwata de com poder "millorar les batalles cara a cara, l'intercanvi d'informació i la comunicació amb els altres." Es va crear una interfície millorada per al joc per augmentar la usabilitat per als nous jugadors, així com un sistema d'ajuda contextual al joc que podria ajudar els jugadors perduts o confosos durant el seu viatge. El president de The Pokémon Company Tsunekazu Ishihara va assenyalar: "No creiem que es tracta d'un remake en absolut. Creiem que es tracta d'un joc nou, amb tecnologia sense fil", fent referència a l'adaptador sense fil inclòs.
La producció exclusiva japonesa de Roig Foc i Verd Fulla es va limitar a mig milió de còpies, malgrat l'èxit de Robí i Safir. IGN va especular que Nintendo esperava menys demanda dels nous jocs o que estava limitat per la producció de l'adaptador sense fil inclòs. Les versions nord-americanes de Roig Foc i Verd Fulla es van anunciar indirectament als DICE de 2004. Tot i que els jocs originals es van llançar com a Vermell i Blau a Amèrica del Nord, els remakes van conservar els noms japonesos de "Vermell" i "Verd". Masuda va assenyalar això com una opció per la seva banda, afirmant que la fulla representava una icona pacífica, en contrast amb l'alternativa de l'aigua que va veure que suggereix un conflicte amb la icona del foc utilitzada per l'altre joc.

### Banda sonora
La música utilitzada en els jocs es derivava de les clàssiques consoles de jocs i l'arranjava Go Ichinose. Masuda i Ichinose van decidir no canviar la música reutilitzada dels sons de fons bàsics utilitzats a Vermell i Blau, i en canvi els van actualitzar afegint sons addicionals. Algunes de les cançons tenen canvis clau addicionals en comparació amb la banda sonora original i algunes cançons com la música de Trainer Battle es tornen a escriure en MIDI per a la GBA i contenen transicions entre notes. Va ser llançat un conjunt de dos discos de la banda sonora titulat GBA Pokémon FireRed & LeafGreen Super Complete, amb el primer disc amb tota la música que s'utilitzava normalment al joc, mentre que el segon disc comptava amb cançons addicionals basades i inspirades en la música dels jocs. Entre aquestes hi ha dues pistes vocals.

## Rebuda
Les anàlisis de Foc Roig i Verd Fulla van ser majoritàriament positius, i els jocs actualment tenen una puntuació total del 81 per cent en Metacritic. Craig Harris de IGN va donar als jocs una qualificació "Excel·lent" de 9,0/10 i va elogiar els creadors dels jocs per crear un joc que "funciona extremadament bé per al mercat portàtil. No té la mateixa varietat que Robí i  Safir, però segueix sent increïblement satisfactori". Harris va ser menys positiu sobre els gràfics dels jocs, que pensava que eren "limitats" i "bàsics". Greg Kasavin de GameSpot, que va donar als jocs un 8,4 sobre 10, va comentar que "tot i que Pokémon probablement podria utilitzar alguns nous girs després de tots aquests anys, Foc Roig i Verd Fulla són grans jocs de rol per mèrits propis, ple de contingut i més reptes que a Robí i  Safir de l'any passat, i que ofereix un munt de joc addictiu que pot ser molt divertit per a jugadors de totes les edats". A diferència de Harris, Kasavin va elogiar els gràfics dels jocs pel seu "aspecte colorit i els dissenys de personatges entranyables pels quals és coneguda la sèrie." GameSpot va nomenar posteriorment a Verd Fulla el millor joc de Game Boy Advance del setembre de 2004. Game Informer va qualificar els jocs com a "Molt bé" amb 8/10 per ser "molt divertits", però van veure els gràfics com a "totalment poc destacables" en comparació amb altres jocs portàtils.
El crític Phil Theobald de GameSpy, que va atorgar els jocs amb quatre estrelles de cada cinc, va declarar: "Abans de donar-m'he compte, vaig tornar a enganxar-me. El joc apassionantment senzill combinat amb les batalles més estratègiques del que semblen a primera vista era massa per resistir-se. I sí, el truc "Atrapa'ls tots" segueix sent eficaç, per no dir que és necessari per construir una festa ben equilibrada. Hi ha alguna cosa sobre la caça, la captura i l'entrenament de tots aquells Pokémon que realment t'atreuen al món del joc". Va justificar els gràfics dels jocs comparant-los amb les versions "lletges" originals de Vermell i Blau. Es van elogiar addicionalment les noves funcions, com ara el tutorial contextual i els flashbacks quan es carrega una partida desada, així com les capacitats multijugador dels jocs mitjançant el Wireless Adapter.

### Vendes
Durant la seva primera setmana de llançament al Japó, Foc Roig i Verd Fulla va vendre un total combinat de 885.039 còpies, que va ser inferior a la quantitat venuda per Pokémon Robí i Safir en aquest període, però IGN va raonar que les vendes reduïdes es va deure a que els nous títols eren remakes. A la primera quinzena d'agost abans que Foc Roig i Verd Fulla es van llançar als Estats Units, els jocs van rebre més de 150.000 reserves, més del doble de la quantitat que van rebre Robí i Safir. El vicepresident sènior de màrqueting i comunicació corporativa de Nintendo George Harrison va remarcar, "Aquesta venda anticipada indica més del doble de l'interès del jugador!" Més d'un milió de còpies de Foc Roig i Verd Fulla es van vendre als EUA menys d'un mes després del seu llançament a aquesta regió. El 31 de març de 2008, els jocs havien venut 11,82 milions de còpies a tot el món. Els jocs van entrar més tard a la línia dels Player's Choice de Nintendo a l'Amèrica del Nord i es van tornar a comercialitzar amb un preu de venda significativament més baix. Tanmateix, a diferència del llançament original, els jocs de l'edició Player's Choice no incloïen un adaptador sense fil.

### Premis
| Any  | Premi                                      | Categoria                      | Resultat |
| ---- | ------------------------------------------ | ------------------------------ | -------- |
| 2004 | Spike Video Game Awards                    | Millor portàtil                | Nominat  |
| 2005 | British Academy Game Awards                | Portàtil                       | Nominat  |
| 2005 | El millor i el pitjor del 2005 de GameSpot | Millor joc de Game Boy Advance | Nominat  |